# شدموه
قرية شدموه هي إحدى القرى التابعة لمركز أطسا في محافظة الفيوم في جمهورية مصر العربية. حسب إحصاءات سنة 2006، بلغ إجمالي السكان في شدموه 11227 نسمة، منهم 5748 رجل و5479 امرأة.